# 大中華
大中華（英語：Greater China）是對中國或華人概括性的政治、经济及文化概念，主要用於學術與商業領域，最早於1930年由美國地理學家葛德石所提出，但沒有統一之定義。通常包含以華人或漢文化為主的兩岸四地──中國大陸、香港、澳門及臺灣（臺澎金馬）。
「大中華」隱含認為這些地區的人民為中華民族或華人的文化認同，支持者認為可以避免兩岸關係中的政治及主權爭議、降低表面上政治與意識形態的衝突。此用詞將中華民國下轄的臺澎金馬與中華人民共和國下轄的中國大陸、港澳地區視為同一個框架看待，卻不等同於將這些地域視同單一國家。

## 含义

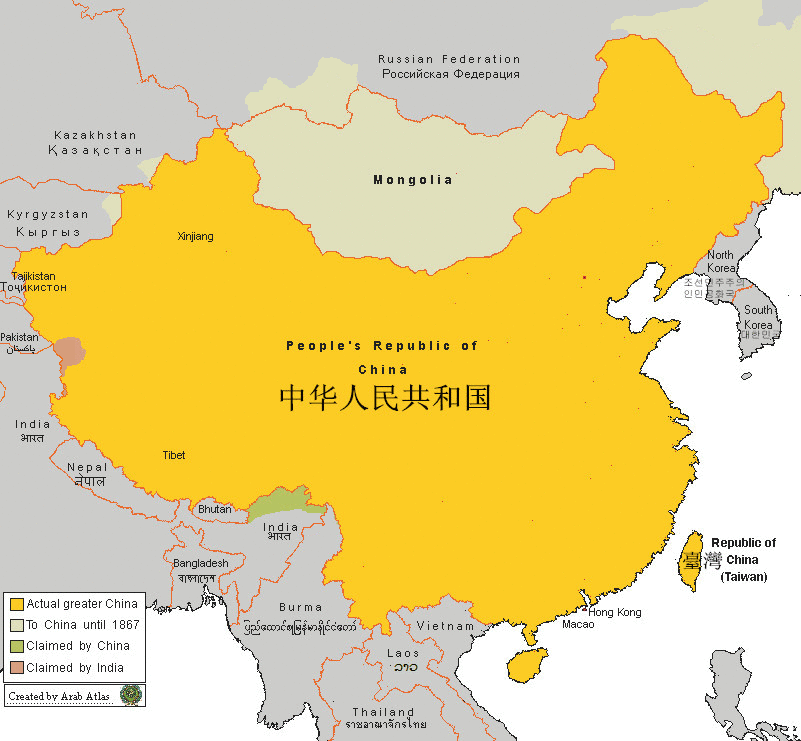
大中華地區分佈圖

英文「大中華」（Greater China）中的「大」字容易存在其它涵義，除可解作「較大」（Greater）之外，亦可解釋為「廣義」、「泛指」之義。此詞可以從經濟、政治及文化三種意義角度來理解，而分別有大中華經濟圈、大中華政治圈及大中華文化圈。隨著治理、政治、文化、媒體等跨域交流及比較日益增加，各學術領域對「大中華」一詞對全球化、區域化等議題的討論增多。
大中華經濟圈，或稱經濟中國，指的是中國大陸、臺灣、港澳及世界的華人企業家可以串連成共同的經濟體系。台灣經濟學家鄭竹園提出了「大中華共同市場」構想和「大中華經濟圈」概念。大中華政治圈，或稱政治中國，相較之下較少被提及，可能和國共內戰歷史和臺灣統獨議題有關。大中華文化圈則一般用以指相近於漢字文化圈的一個文化區域，但日本、朝鮮等現今或歷史上使用漢字的國家，通常不屬於大中華文化圈所指代的範圍。

## 使用
许多跨国公司使用“大中华”作为部门或分公司名称，如总部位于上海的苹果公司大中华部门、麥肯錫公司大中华部门、寶潔公司大中華部門、微软大中华区、思科公司大中华区、迅銷公司大中華區等。學術研究中也有使用，如哥倫比亞大學的大中華研究所。香港電台開設有“透視大中華”欄目，報道中國大陸、台灣及澳門新聞。
在新闻与科学学术方面，“大中华地区”往往作为地域限制方式使用。

## 爭議
中華人民共和國前外交部長吳學謙曾在1995年指出，該國政府反對「大中華經濟圈」这一概念，一些中华人民共和国政府領導人認為此詞將中國大陸和臺灣同等對待。学者王赓武質疑「大中華」一詞會有誤導或錯誤的效果，讓其他地域的國家質疑中華人民共和國傾向帝國主義擴張；他認為這詞絕不應該用在海外華人，大中華在他看來是迷思，若將此詞延伸到中國大陸、香港、臺灣兩岸三地外之地方，這個詞將開始有誤導的政治效應，有不良效果。
「大中華」一词一直在经济领域被大量使用。尽管中国内地近年多次兴起对于涉中外资企业在境外没有严格贯彻一个中国原则而产生的抵制运动，但是该用语并未受到强制监管和更正要求，依然作为经济领域的通行用语。